# Sergej Babenko
Sergej Viktorovič Babenko (in russo Сергей Викторович Бабенко?; Ulan-Udė, 19 settembre 1961) è un ex cestista sovietico, di origine russa, dal 1991 estone.

## Carriera
Con l'Unione Sovietica ha disputato i Campionati europei del 1987.
Con l'Estonia ha disputato i Campionati europei del 1993.